# Archives of Insect Biochemistry and Physiology
Archives of Insect Biochemistry and Physiology – międzynarodowe, recenzowane czasopismo naukowe publikujące w dziedzinie entomologii.
Pismo wydawane jest Wiley Periodicals. Tematyką obejmuje biochemię i fizjologię owadów. Publikowane są wyłącznie oryginalne prace badawcze dotyczące m.in. endokrynologii, biologii rozwoju, neurobiologii, zachowania, farmakologii, odżywiania, biologii molekularnej, proteologii i toksykologii.
W 2015 impact factor pisma wynosił 1,021. W 2014 zajęło 42. miejsce w rankingu ISI Journal Citation Reports w dziedzinie entomologii, 75 w dziedzinie fizjologii i 257 w dziedzinie biochemii i mikrobiologii.